# 角田軌道
角田軌道（かくだきどう）は、かつて宮城県南部の槻木駅付近を起点に、阿武隈川西岸沿いの諸集落を南北に結んでいた鉄道である。当初は角田馬車鉄道と称した。1899年（明治32年）に角田まで、1901年（明治34年）に舘矢間まで開通した。当初は社名の通り馬車鉄道であったが、後に角田軌道と改称して蒸気機関車を導入した。角田と舘矢間の間は馬車鉄道のまま廃止された。経営の悪化に伴い、奇怪な改造気動車を無認可で導入するなどの試みもあったが、1929年（昭和4年）に営業を取り止めた。

## 歴史
東北本線の前身である日本鉄道は、明治時代中頃に東京から青森へ向けて鉄道を敷設した。これが宮城県の塩竃駅に達したのは1887年（明治20年）である。この鉄道の福島県から宮城県にかけての経路については、伊具郡の阿武隈川沿いも候補の一つだったが、最終的には伊具郡は鉄道の経路から外れた。
こうした状況の中、1897年（明治30年）1月に丸森の斎藤信太郎は沿線の有力者らと共に馬車軌道を営業することを計画し、同年5月に宮城県より特許状を得た。計画された軌道の経路は、日本鉄道の槻木駅がある槻木から、白幡橋で白石川を渡り、下名生、小坂、江尻、桜、角田、野田、木沼、舘矢間に至る約19キロメートルというものだった。同年10月に社名を角田馬車鉄道として、角田町に本社をおき、社長に湯村保治が就任した。株主は403人（3500株）で、そのうち317人（2504株）が伊具郡の住人であった。資本金は8万円だった。
この鉄道の建設は1898年（明治31年）8月に起工された。工事においてはいくつかの問題があった。白幡橋は私設の橋で、ここに軌道を敷設するためには橋の拡幅が必要だった。しかし、この橋の私設許可期限が1899年（明治32年）1月であり、期限後に宮城県がこれを架け替える予定になっていた。角田馬車鉄道は橋の架け替えが速やかに行われるよう、橋の架け替え費用の一部を負担した。この橋の架け替え問題は馬車鉄道の開通を遅らせることになった。また、北郷では地権者との折り合いがつかず、角田馬車鉄道はやむなく無断で経路を変更し、これが宮城県の知るところとなり譴責を受けた。こうした問題があった一方で、このころ東京にあった千住馬車鉄道が廃止されることになり、角田馬車鉄道はここから車両や軌条、車両修理機械、机、椅子、時計などを入手し、さらには千住馬車鉄道の運輸、修理、保線の責任者までが角田馬車鉄道に移ることになった。
1899年（明治32年）1月の総会で工事が9分通り完成したことが報告され、同年4月に開業式を開くことが決められた。しかし都合により延期され、同年8月に槻木 - 角田間が開業した。開業後の旅客数は好調であり、乗客が多くそのせいで貨物があまり積載できなかったという話が伝わる。その後、1900年（明治33年）7月には舘矢間まで延伸、開業した。さらに1901年（明治34年）7月には丸森舟橋まで600メートルの延長も計画されたが、1902年（明治35年）2月に却下された。ところがこの好調な時期は長く続かず、1903年（明治36年）には不景気や凶作の影響を受け旅客数、貨物量とも大幅に減少した。ついに1912年（明治45年）7月の定期総会において業績不振による無配の責任をとり、湯村は社長を退任することを表明した。
次に社長に就任した平間平助（槻木町）は1915年（大正4年）11月に、馬の確保が難しいこと、馬糧費の高騰、馬の疲弊よる定時運行の支障などの問題に対処するため、馬力から蒸気への動力変更願いを提出した。1916年（大正5年）10月に社名が角田軌道へ変わり、1917年（大正6年）6月に蒸気機関車が槻木 - 角田間に走るようになった。これによりこの区間の所要時間は、馬車時代の80分から40分に短縮された。一方で、角田 - 舘矢間間は第一次世界大戦後の不況による資材の高騰の影響や、蒸気化しても採算が合わないことから、馬車が走り続けた。まもなく三代目社長の竹谷源平の決断によりこの区間は鉄道としては廃止され、代わりにアメリカのフォード製の乗合自動車が角田から舘矢間を経由し金山まで運行されるようになった。この間、槻木町は1914年（大正3年）から5年間にわたり2200円を角田軌道へ寄付していた。
しかし、動力を蒸気化し一部区間を廃止したにもかかわらず会社の経営は不振をきわめ、設備の保守もままならなかった。枕木は腐朽し、機関車は故障した 。ついに1924年（大正13年）11月には列車の運転を休止せざるを得ない状況に陥った。このように経営不振に喘いでいた角田軌道に対し、1925年（大正14年）4月に角田町は軌道を買収することを決議して仮契約を結ぶことになったが、同年9月には契約を解約した。この間、1925年（大正14年）6月20日に列車の運転が再開された。
経営が深刻化した角田軌道は1929年（昭和4年）10月に営業を取りやめ、11月に会社の解散を決議した。過去に宮城県内に存在した鉄道会社の多くは、バス会社への転業や合併という形で、企業としての系譜を保ったが、角田軌道は後継企業のないままに会社を解散しており、残存する角田軌道の資料は少ない。

### 幻の角田電気鉄道
角田軌道が沿線の自治体からの補助によりかろうじて存続していた頃、沿線では新たな鉄道が計画された。それは東北本線の大河原駅を起点として角田、丸山、金山町に至る約22キロメートルの電気鉄道で、省線と同じ軌間1067ミリメートルの路線であった。大河原駅を起点としたのは、阿武隈川氾濫のたびに被害を被る槻木 - 江尻を避け、また仙南温泉軌道と連絡することを考えたものであった。この鉄道敷設免許は1926年（大正15年）9月29日に下付された。発起人の中には角田軌道の経営陣の名もみられ、軌道の買収を目論んでいたと思われる。資本金は85万円であったが不況で資金の目処もつかず、工事延長願いを繰り返したすえに、1930年（昭和5年）にその延長願いも却下され実現しなかった。

### 年表
- 1897年（明治30年）
  - 5月18日 馬車鉄道敷設の特許が下付[26][27]
  - 10月14日 角田馬車鉄道設立[26]
- 1899年（明治32年）8月15日 槻木 - 角田間開業[28]
- 1900年（明治33年）7月21日 角田 - 舘矢間間開業、全線開通[1][28][注 3]
- 1916年（大正5年）1月7日 角田軌道に社名変更[29]
- 1917年（大正6年）6月11日 槻木 - 角田間を動力変更（蒸気）[30][31]
- 1918年（大正7年）6月15日 角田 - 舘矢間間（動力 馬力）を廃止[32]
- 1929年（昭和4年）
  - 5月6日 休止許可[33][34]
  - 10月5日 営業停止（事実上の全線廃止）[30]。実際には休止許可以前から休業状態だったともされる
  - 11月1日 会社解散を決議[30]
- 1930年（昭和5年）2月13日 前日付での廃止認可に伴い正式廃止[35][33]
- 1935年（昭和10年）10月15日省営自動車白中線（白石駅 (宮城県)-磐城角田-舘矢間-常磐線中村駅-原釜間）運輸営業開始[36]
- 1937年（昭和12年）9月1日 省営自動車船岡線（磐城角田 - 一本木 - 船岡間）運輸営業開始[37]
- 1938年（昭和13年）8月1日 省営自動車槻木線（一本木 - 槻木間）運輸営業開始[38]

## 運行概要
1923年（大正12年）9月25日改正当時『時刻表復刻版 戦前・戦中編』時間表 十五年十月号より
- 旅客列車本数：日6往復
- 所要時間：全線1時間10分

## 車両
角田馬車鉄道の開業にあたり、千住馬車鉄道から譲渡された客車は12両（3、5号は二等車）、貨車5両。蒸気化された1918年度（大正7年度）は大日本軌道製蒸気機関車3両、30人乗りボギー客車4両、貨車3両。1928年度（昭和3年度）に客車が1両減でガソリンカーが1両増になった。

### 改造気動車
角田軌道を鉄道愛好者の間で有名にしているものに、1928年（昭和3年）に導入された改造気動車の存在がある。この改造気動車は、経営悪化への対策として導入されたもので、自社保有の木造ボギー客車の改造によって製作された。これは当局には無認可である。
その構造は、中古のフォードT型トラックから車輪・車軸を外し、運転台直後でシャーシを切断して、この前部部分だけをボギー客車の車端に接合した物だった。十分な支えもないトラックシャーシ部分は、エンジンの重みで前方に垂れ下がっていた。しかも、軌道線の車両ということでこのボンネット部に救助網まで付いていた。無認可のため公式な設計図も残されておらず、駆動方式やブレーキ機構などは一切不明である。
運転台が片一方だけで逆転機も備えない単端式であるため、起終点での方向転換が必要になる。しかし、ボギー客車にトラックシャーシを接合した長いサイズでは軽便鉄道蒸気機関車用の転車台には収まりそうもないことから、「起終点にループ線ないしデルタ線を設けたのではないか」と推察されている。
当時の運輸業界誌の雑報でこの「気動車」の試運転が報じられ、槻木 - 角田間を40分ほどの快速で走破したという。この記事では、角田軌道が3トン積み貨車にエンジンを搭載することを計画している旨が報じられているが、この「貨物気動車」計画が実現したかは全くわかっていない。

## データ

### 路線データ
廃止時点のもの
- 路線距離（営業キロ）：19.3km
- 軌間：762mm
- 駅数：6駅または10駅[1]（起終点駅含む）
- 複線区間：なし（全線単線）
- 動力：全線馬力→蒸気（末期に無認可で気動車を運行）

### 駅一覧
停車場
槻木駅 - 小坂駅 - 岩崎駅 - 桜駅 - 角田駅 - 舘矢間駅
- 槻木駅は国鉄線槻木駅とは隣接しておらず、非連絡運輸扱い。
- 角田駅も現在の阿武隈急行線角田駅とは別の場所。
- 舘矢間駅は丸森町への玄関口となる駅で、近年までミヤコーバスのバス停があった。現在の丸森駅・北丸森駅は角田軌道があった当時の舘矢間村内にある。

### 接続路線
事業者名等は廃止時点のもの
- 槻木駅：鉄道省東北本線（非連帯）

### 輸送・収支実績
| 年度             | 輸送人員（人） | 貨物量（噸） | 営業収入（円） | 営業費（円） | 営業益金（円） | 雑収入（円）                    | 雑支出（円）    | 支払利子（円） |
| ---------------- | -------------- | ------------ | -------------- | ------------ | -------------- | ------------------------------- | --------------- | -------------- |
| 1908（明治41）年 | 71,681         |              | 9,611          | 7,525        | 2,086          | 182                             |                 |                |
| 1909（明治42）年 | 67,403         |              | 10,136         | 8,579        | 1,557          | 412                             |                 |                |
| 1910（明治43）年 | 51,339         |              | 8,948          | 7,835        | 1,113          | 利子113                         |                 |                |
| 1911（明治44）年 | 57,879         |              | 9,766          | 7,713        | 2,053          | 利子120                         |                 |                |
| 1912（大正元）年 | 60,399         | 274          | 10,752         | 8,513        | 2,239          | 利子175                         |                 |                |
| 1913（大正2）年  | 53,626         | 86           | 9,813          | 9,317        | 496            | 利子210                         |                 |                |
| 1914（大正3）年  | 53,814         | 1,303        | 9,846          | 8,633        | 1,213          | 利子218                         |                 |                |
| 1915（大正4）年  | 56,716         | 1,740        | 10,088         | 7,737        | 2,351          | 利子220                         |                 | 450            |
| 1916（大正5）年  | 63,009         | 3,323        | 12,238         | 11,553       | 685            |                                 |                 |                |
| 1917（大正6）年  | 84,187         | 1,909        | 15,863         | 17,580       | ▲ 1,717        | 利子7,391                       |                 | 5,315          |
| 1918（大正7）年  | 82,243         | 15,745       | 28,216         | 26,609       | 1,607          | 自動車2,949 不要品売却37,846    | 2,511           | 2,278          |
| 1919（大正8）年  | 68,700         | 4,783        | 47,819         | 42,607       | 5,212          |                                 |                 | 1,911          |
| 1920（大正9）年  | 53,918         | 4,475        | 45,938         | 44,512       | 1,426          | 5,283                           | 9,200           | 2,191          |
| 1921（大正10）年 | 46,206         | 7,155        | 43,622         | 46,953       | ▲ 3,331        |                                 |                 |                |
| 1922（大正11）年 | 51,546         | 3,865        | 42,549         | 42,985       | ▲ 436          |                                 |                 |                |
| 1923（大正12）年 | 45,387         | 2,846        | 37,517         | 35,157       | 2,360          | 1,193                           | 1,939           | 3,881          |
| 1924（大正13）年 | 38,863         | 3,868        | 35,483         | 40,065       | ▲ 4,582        |                                 |                 |                |
| 1925（大正14）年 | 23,969         | 706          | 19,134         | 23,048       | ▲ 3,914        | 町補助金2,000 証書売却益金1,136 | 3,991 償却金104 | 3,136          |
| 1926（昭和元）年 | 41,386         | 1,997        | 35,976         | 35,578       | 398            |                                 | 償却金1,000     | 3,063          |
| 1927（昭和2）年  | 24,854         | 1,008        | 19,397         | 19,747       | ▲ 350          |                                 | 雑損30          | 5,681          |
| 1928（昭和3）年  | 16,415         | 90           | 11,129         | 13,092       | ▲ 1,963        |                                 |                 | 3,923          |

- 鉄道院年報、鉄道院鉄道統計資料、鉄道省鉄道統計資料、鉄道統計資料より